# Musée d'Histoire des Juifs
 (avril 2022).
Causes possibles :
- Rédaction non-neutre car ne respectant pas la synthèse équilibrée attendue.
- Plan structurant la page comme une brochure promotionnelle ou une plaquette institutionnelle.
- Nombreuses informations sans réelle pertinence encyclopédique et pourtant montées en épingle. Ceci peut notamment se faire en recourant à des sources primaires ou non centrées, ou encore à un « cherry picking » des sources ; dans certains cas, cette utilisation des sources peut même donner lieu à une « synthèse inédite ».

Rappel : la pertinence des informations est à démontrer par des sources secondaires indépendantes et de qualité traitant le sujet.
Le musée d'Histoire des Juifs de Gérone se trouve dans le Centre Bonastruc ça Porta, au milieu du Call de Gérone. Le bâtiment se trouve dans l'espace occupé par la synagogue au XVe siècle.
Son objectif principal est la préservation et diffusion de l'histoire des communautés juives de Catalogne, qui participèrent et contribuèrent d’une manière décisive à l'évolution historique, culturelle et scientifique du pays tout au long du Moyen Âge. Dans la plupart des cas, les explications de la visite du musée sont illustrées avec des exemples en provenance de l'histoire de la Gérone juive. Ces exemples, tant documentaires qu’archéologiques et iconographiques, fournissent une explication générale des modes de vie juifs dans la Catalogne médiévale.

## Parcours par le musée

### Le Call (quartier juif)
Les quartiers juifs (calls) étaient des unités urbaines uniques dans différentes villes de Catalogne médiévale. Les rues, les maisons, les ateliers (fours et abattoirs), magasins et bâtiments rituels (synagogue et salles de bains) formait le tissu qui permettait développer un mode de vie juif.
Les fouilles archéologiques effectuées en 2012 et 2013 au Centre Bonastruc ça Porta pour aménager un espace destiné aux expositions temporaires, ont révélé les restes d'une maison juive construite au XIIIe siècle et, après un incendie, elle a été réutilisée comme boucherie juive au XVe siècle, en faisant partie du complexe de la synagogue, jusqu'en 1492. Quelques années plus tard, elle fut démolie et remplacée par une cour, où de nouvelles constructions ont été érigées aux XIXe et XXe siècles.

### Fêtes et traditions
Dans cette salle, on peut connaître le cycle liturgique du peuple juif. La communauté célèbre et conserve sa mémoire historique et religieuse moyennant de différentes fêtes tout au long de l'année. Ici on peut voir et découvrir des éléments et objets qui sont encore employés aujourd’hui dans les fêtes et célébrations du calendrier juif.

### La synagogue
Cette zone du musée introduit les visiteurs à l'espace sacré de la synagogue, où la communauté étudie, prie, se réunit et célèbre les festivités. Ici on peut observer des éléments de culte et des rituels, ainsi que des découvertes archéologiques et des documents (originaux et reproductions) qui font référence aux synagogues de Gérone.

### L'héritage culturel
Plusieurs personnalités exceptionnelles du judaïsme catalan ont eu un rôle important dans les productions.scientifique, littéraire et philosophique de l'époque médiévale. Le grand panneau qui préside la salle est un hommage à tous ces noms illustres. Parmi eux, Mossé ben Nahman, le maître de Gérone, est un des plus distingués. Il y a un espace réservé à cette personnalité la plus importante de la communauté juive de Gérone de l'époque médiévale, qui présente la qualité et la notoriété de son œuvre et de son périple personnel de Gérone à la terre d'Israël.

### Le cimetière
Une promenade imaginaire par ce qui avait été le cimetière de la communauté dès le XIIIe siècle, situé au nord de la ville. La salle montre sur un panneau enluminé, le chemin qui les cortèges funèbres devaient parcourir du quartier juif au cimetière. Les pierres tombales exposées ici contiennent de belles épitaphes écrites en mémoire des Juifs qui ont vécu dans la ville.

### Inquisition et expulsion
En 1478, les rois catholiques créent le Tribunal du Saint Office de l'Inquisition, afin de combattre l'hérésie et d'imposer la foi chrétienne. Pour l'Inquisition, toute la population convertie est suspectée de judaïser en secret. C'est pourquoi elle est contrôlée et persécutée sans cesse. Cet espace porte sur les horreurs et les souffrances des personnes qui furent persécutées, torturées, puis contraintes à l'exil.

## Objets remarquables
- Boucles d'oreilles en argent. Boucles d'oreilles en argent avec détails en filigrane. Ces bijoux nous emmènent au monde de la vie intime et personnelle des femmes dans les maisons du quartier juif de Gérone.
- Céramique vernissé. Lors de fouilles archéologiques (2012-2013) dans la cour du Musée d'Histoire des Juifs, on a trouvé les restes des structures d' une maison du XIIIe siècle détruite à la fin du XIVe siècle. Cette grande pièce de poterie avait été encastrée dans un mur intérieur de la maison. Tout indique qu'elle a été placée là spécifiquement parce que le mur de pierre a été construit autour de la pièce : c'est l'un des mystères du quartier juif qui n’est pas encore résolu.
- Ketouba (contrat de mariage). Quand un engagement conjugal était formalisé, on établissait un contrat qui régulait les droits de la mariée aux sujets de la dot et de la vie familiale. Cette ketouba-ci correspond au mariage de David, fils de Messul·lam Gallac, et Astruga, fille de Abraham ben Jucef, de Castelló d'Empúries. C'est le seul contrat de mariage hébraïque qu’on a trouvé dans la région de Gérone, et il est un des plus beaux et mieux conservés de Catalogne. Le parchemin avait été utilisé comme couverture d'un registre notarial.
- Vestiges du mikvé. Les restes du mikvé(bain rituel) utilisés par la communauté juive de Gérone entre 1435 et 1492 se trouvent au deuxième étage, au travers de la cour. Sa localisation a été rendue possible grâce aux fouilles réalisées en février 2014 autour de l'ancienne citerne. Il s'agit d'un mikvé aux dimensions petites, qui recueillait l'eau de pluie moyennant d'une canalisation découverte lors des fouilles.
- Pierre de la synagogue. L'inscription probablement avait été située à côté de l'Arche Sainte (l'armoire sacrée pour y conserver les rouleaux de la Torah), dans la grande synagogue de Gérone au XIVe siècle. Le texte est un appel aux fidèles à pour suivre les commandements de la loi juive, invoquant le psaume de David: «Maison de Jacob, venez et marchez à la lumière de l'Éternel...".
- Sefer Torah. Le Livre de la Loi contient, sous forme de rouleaux, les cinq premiers livres de la Bible, et il est la base de tout le judaïsme. La Torah(la loi) est la pièce la plus importante et essentielle de la synagogue.
- Atlas de Cresques. Une des activités les plus importantes des Juifs catalans était dans le domaine des sciences, et particulièrement l'astronomie et la cartographie. En 1373, deux Juifs de Majorque, Jafuda et Abraham Cresques, père et fils, recevaient l'ordre du roi d'élaborer une « mappemonde représentant le monde connu. » Le résultat est ce beau spécimen de sept tables, qui a été offert au Dauphin de France comme cadeau de mariage de la part du monarque catalan.
- Sceau de Mossé ben Nahman. En 1970, lors des fouilles près d'Acre, en Israël, on a trouvé un sceau en bronze, qui avait été utilisé pour cacheter lettres et documents par le personnage le plus important de la Gérone juive, le maître Mossé ben Nahman, ou Nahmanide. Le sceau porte l'inscription en hébreu : «Mossé, fils de Rabbi Nahman, de Gérone, aie du courage !»
- Stèle de Josef. La pierre tombale contient l'épitaphe émouvante d'un enfant mort prématurément : «Stèle funéraire du bien-aimé et merveilleux Josef, fils du rabin Jacob, qu'il soit dans la Gloire, que la Pierre et son stèleRédempteur le gardent.»
- Stèle d'Estelina. Dans ce cas-ci, la personne souvenue est une d'une femme qui portait le doux nom d'Estelina et qui appartenait à une famille distinguée de la communauté: «Ceci est la stèle funéraire de l'honorable Estelina, épouse de l'illustre et éclairé Bonastruc Josef. Qu'elle ait sa maison au jardin d'Eden»
- Carcan ou pilori. Les conditions des prisonniers de l'Inquisition étaient très difficiles. Après une dénonciation anonyme, l’accusé était soumis à un interrogatoire et torturé (la question). Enfin, le tribunal prononçait une sentence publique pendant une cérémonie dramatique appelée acte de foi.
- Document d’expulsion, 1492. Le 20 avril 1492, les jurés de Gérone reçurent notification de l'ordonnance royale dictant que tous les juifs refusant de se convertir quittent la ville avant le 31 juillet de la même année, pour ne plus jamais y revenir. Avec cet édit, consigné au Registre des accords de la mairie, plus de six siècles d’une fructueuse histoire commune se refermaient.

## Galerie d'images

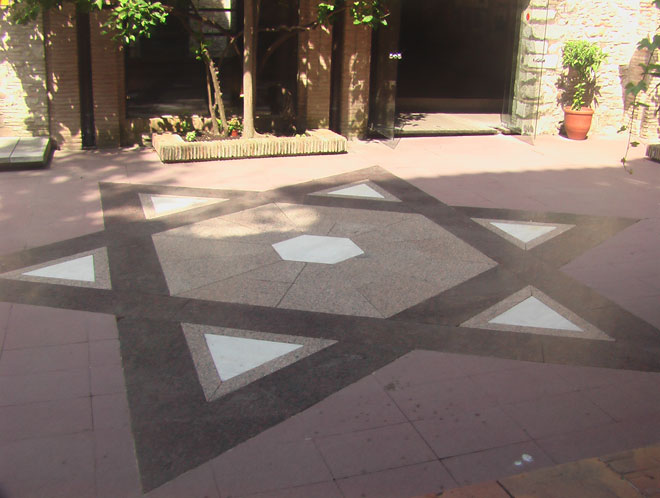
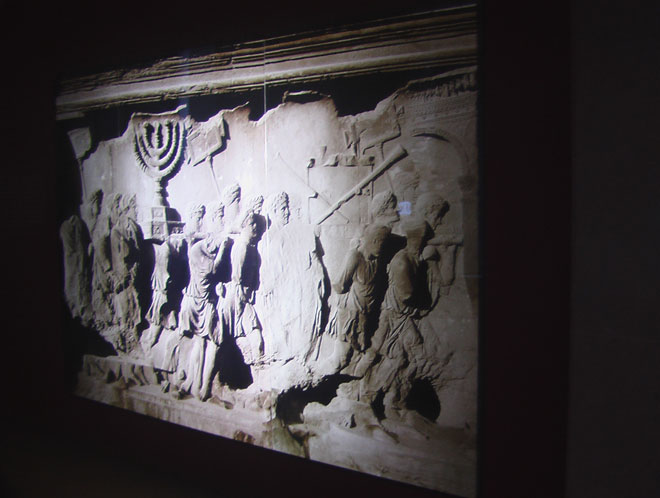
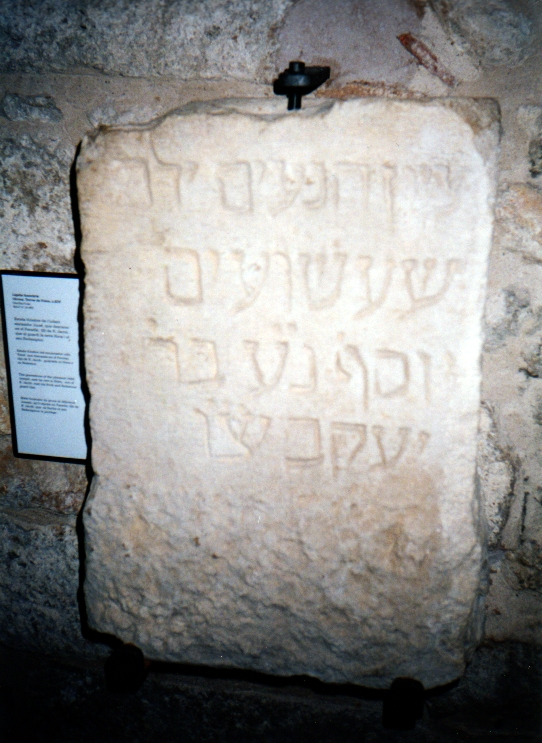
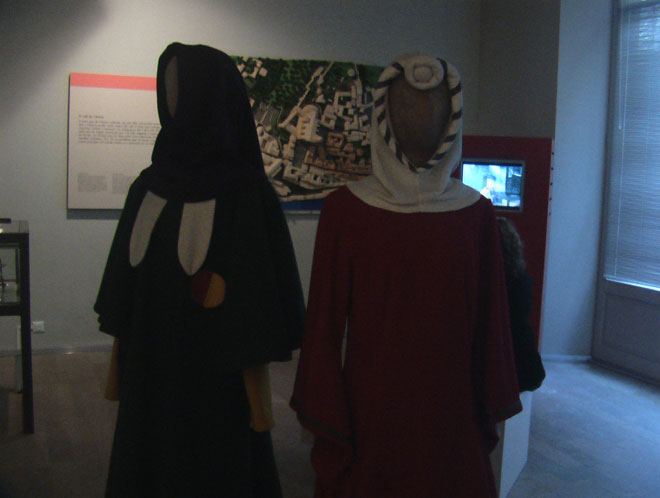